# Forte Puin
Il Forte Puìn è il primo dei forti fuori le Mura che si incontrano dirigendosi verso nord, dopo essersi lasciati alle spalle Forte Sperone, che in passato rappresentava il limite nord della cinta muraria a protezione della città di Genova. A nord del monte Peralto, proseguendo lungo la dorsale che divide la val Bisagno e la val Polcevera sono presenti alcune fortificazioni isolate che traggono origine dalle fortificazioni campali allestite nel 1747, per fronteggiare le truppe austriache durante la Guerra di successione austriaca, nei punti in cui erano posizionate delle ridotte.
Il nome del forte deriva dalla settecentesca "Baracca di Puin", situata pressappoco più sotto dove oggi troviamo il ristorante Ostaja de Baracche, "delle baracche" appunto.

## Storia
Secondo alcune fonti, la costruzione su Monte Moisè di una torre a pianta quadrata, costruita come caposaldo sulla contingente di forte Sperone. risale al periodo napoleonico. In realtà, la realizzazione di Forte Puìn fu ideata nel 1815 dagli ingegneri del Corpo Reale del Genio Sardo, con lo scopo, come quello delle altre due opere permanenti progettate (Forte Fratello Minore e Forte Fratello Maggiore), di riempire il vuoto nel crinale tra lo Sperone e il Forte Diamante.
I lavori iniziarono nel 1815, con la costruzione della torre centrale, mentre tre anni dopo fu iniziata la cinta di protezione attorno completata nel 1828. I lavori terminarono nel 1830, ed intorno a metà Ottocento l'opera disponeva di due cannoni campali da 8 cm, due obici lunghi, due petrieri e quattro cannoncini. La torre, a pianta rettangolare, poteva ospitare una guarnigione fissa di 28 soldati, a cui in caso di necessità se ne potevano aggiungere 45 da sistemare "paglia a terra".
Il forte venne poi abbandonato nell'ultimo decennio dell'Ottocento, e "radiato" dalle liste militari del 1908.
Dopo un lungo periodo di abbandono, nel 1963 il forte fu chiesto in concessione dal privato dott. Fausto Parodi, che dopo averlo restaurato a proprie spese, vi abitò per circa vent'anni.
Oggi il forte dopo gli interventi degli anni '60 e dopo piccoli interventi da parte del Comune di Genova, è in buone condizioni ed è visitabile tutte le domeniche.

## Struttura

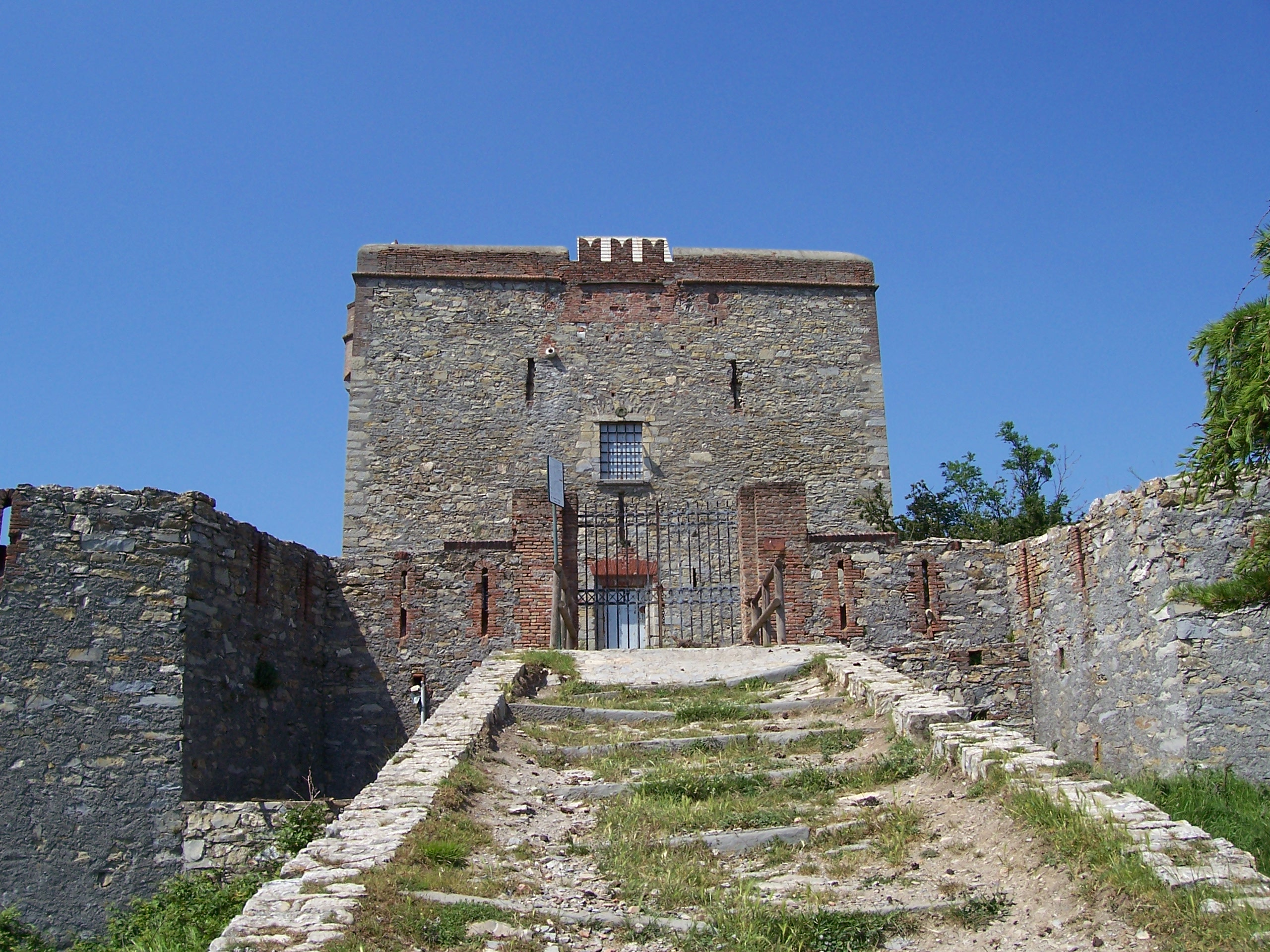
L'ingresso del Forte Puin

Il complesso consiste in una torre centrale a due piani con tre piccoli magazzini sotterranei raggiungibili da una scalinata, l'accesso all'interno era possibile passando un ponte levatoio che consentiva il passaggio oltre il fossato di protezione.

Tramite una breve scalinata si entra nella torre, dove al piano terra troviamo due locali con cucinino, la scala di servizio poi oltre a condurre verso i magazzini sotterranei, porta al secondo piano composto originariamente da due vani.
Il restauro degli anni sessanta ha prodotto alcune modifiche concretizzate con l'innalzamento di una tramezza per ricavare nel vano nord due locali, la collocazione di nuove inferriate al posto di quelle originarie asportate negli anni, e la realizzazione dei servizi igienici.

L'accesso alla copertura della torre è possibile tramite una ripida scala, che conduce alla terrazza di copertura leggermente in declivio per facilitare l'evacuazione delle acque piovane verso un canale che alimentava la cisterna dell'acqua.
Le caditoie sono attualmente provviste di grate grazie all'intervento del comune, l'originario pavimento in mattoni, negli anni sessanta fu fatto piastrellare e successivamente ristrutturato sempre dal comune di Genova.